# Rheinhessen

Logo der Rheinhessen-Vermarktung (seit 2007)

Rheinhessen ist eine Region im nordwestlichen Endbereich des Oberrheingrabens mit einer Fläche von 1.336,19 km², in der zum 31. Dezember 2021 nach Schätzung der City Population 645.156 Menschen lebten. Die beiden größten Städte sind Mainz und Worms. Der Name verweist auf die historische Zugehörigkeit des Gebietes als Provinz Rheinhessen zum Großherzogtum Hessen von 1816 bis 1919 und nachfolgend zum Volksstaat Hessen bis 1945. Innerhalb des 1946 neu geschaffenen Landes Rheinland-Pfalz bildete die Region den von 1946 bis 1968 bestehenden rheinland-pfälzischen Regierungsbezirk Rheinhessen und gehörte von 1968 bis 1999 dem Regierungsbezirk Rheinhessen-Pfalz an.
Nach der Region Rheinhessen ist das Weinbaugebiet Rheinhessen benannt.

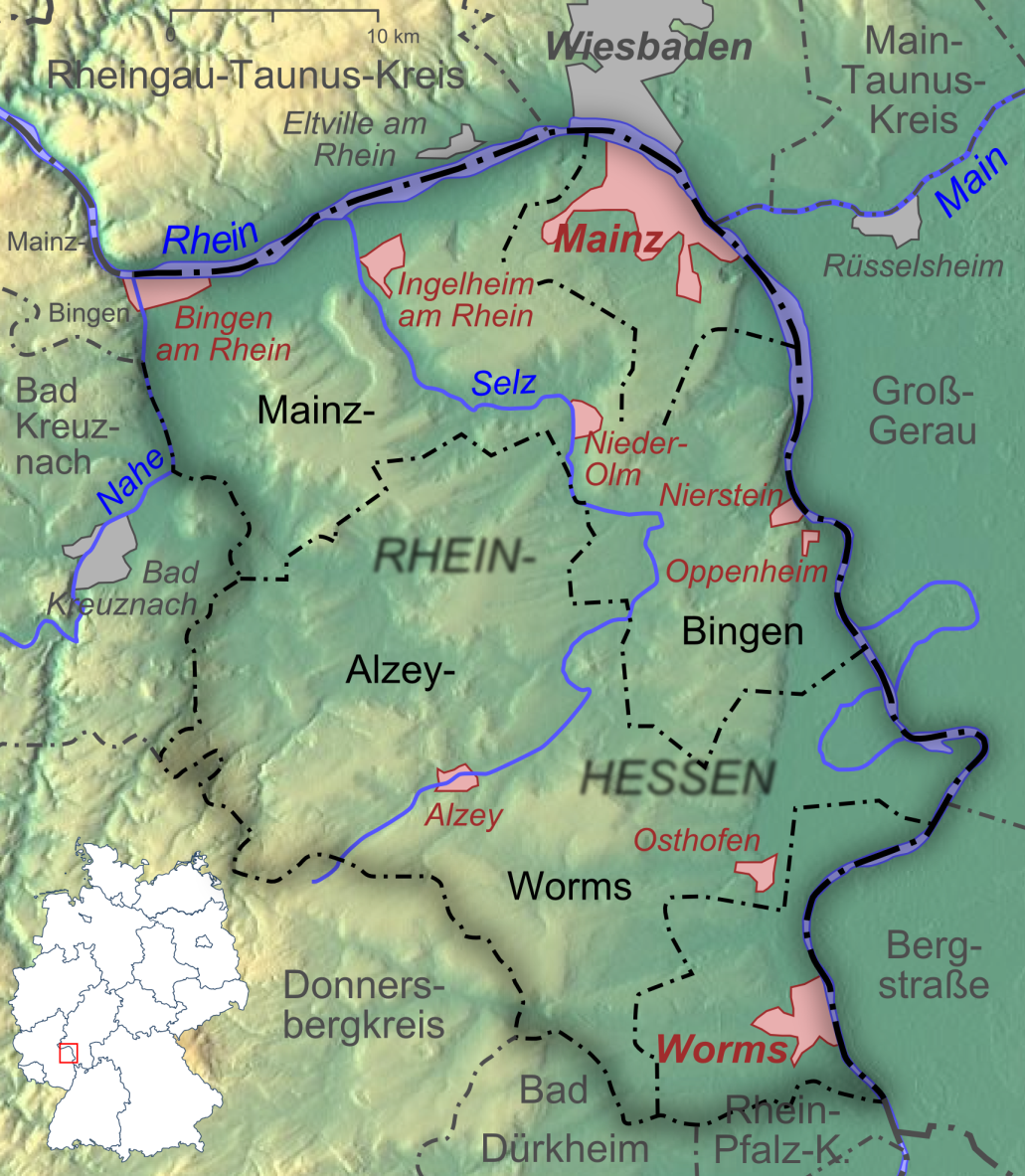
Rheinhessen

## Geographie

### Lage und Struktur

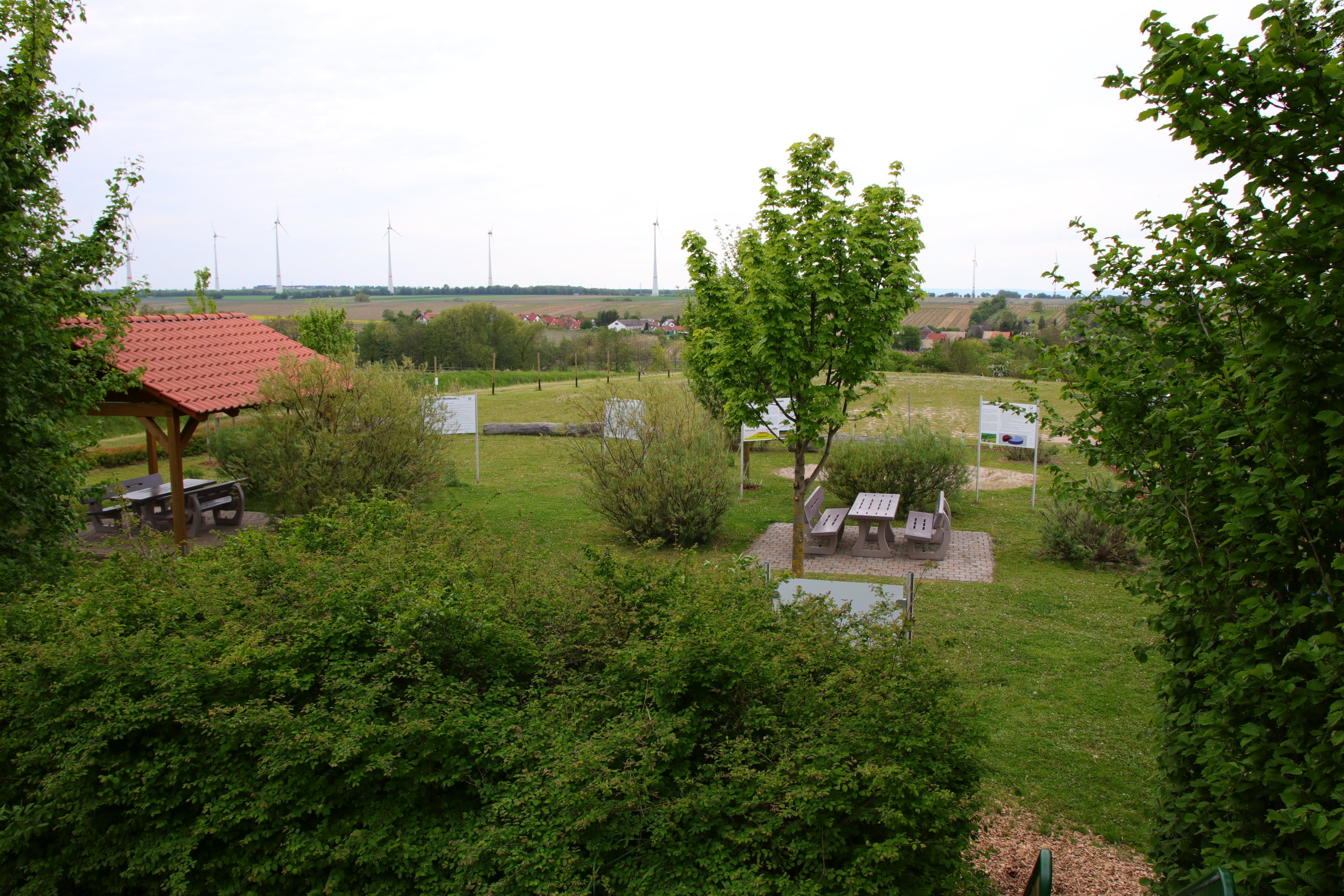
Geographischer Mittelpunkt Rheinhessens bei Gabsheim

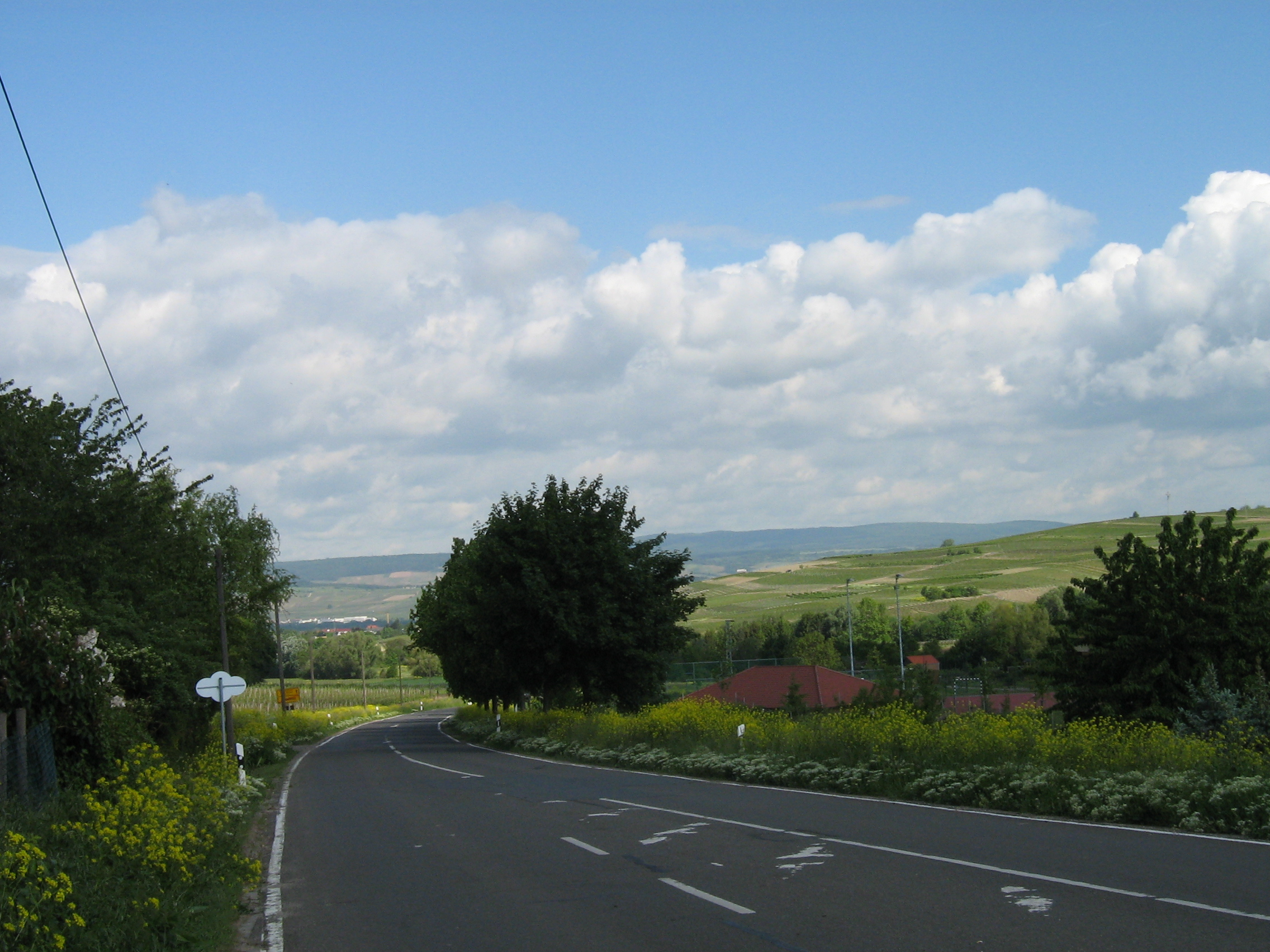
Rheinhessenlandschaft

Rheinhessen wird im Norden und Osten vom Rhein begrenzt. Nach Süden zur Pfalz verläuft die Grenze von der Mündung der Isenach in den Rhein zunächst in westlicher, dann nordwestlicher Richtung. Die Westgrenze bilden ungefähr die Gewässer Nahe und Alsenz.
Die Fläche Rheinhessens erstreckt sich über rund 1400 km² zwischen der rheinland-pfälzischen Landeshauptstadt Mainz und (im Uhrzeigersinn) den Städten Worms, Alzey, Bingen und Ingelheim. Weitere größere Städte und Gemeinden in Rheinhessen sind Bodenheim, Budenheim, Gau-Algesheim, Nieder-Olm, Nierstein, Osthofen, Oppenheim, Saulheim und Wörrstadt. Der geographische Mittelpunkt von Rheinhessen befindet sich auf der Gemarkung von Gabsheim.

### Gewässer
Neben dem Rhein sind die drei bedeutendsten rheinhessischen Gewässer die Selz, der Wiesbach und der Appelbach. Kleinere Gewässer sind beispielsweise der Seebach, die Pfrimm, der Eichelsbach oder der Mühlbach. Im Südosten von Rheinhessen liegen noch die Mündungsgebiete der in der Pfalz entspringenden Rheinzuflüsse Eisbach, Eckbach und Isenach.

### Inseln

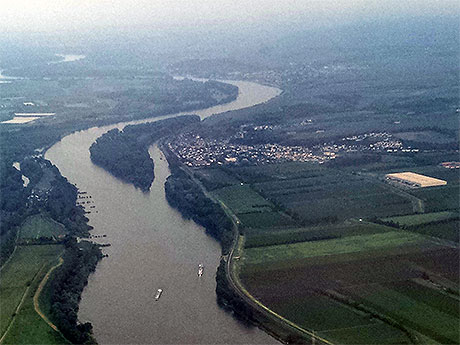
Rheininseln Sändchen (vorne) und Kisselwörth (dahinter), rechts die Gemeinde Nackenheim

Die Inseln Kisselwörth (35 Hektar) und Sändchen trennen Nackenheim vom Rheinhauptstrom. Die beiden Binneninseln sind Naturschutzgebiete. Früher wurde das Gebiet landwirtschaftlich genutzt, heute befinden sich dort Streuobstwiesen. Im Zuge der Rheinbegradigung vergrößerte man die Inseln Kisselwörth und Sändchen durch Uferaufschüttungen und Stromleitwerke. Stündlich setzt ein Boot des DLRG-Vereins die Besucher kostenlos über.
Am Inselrhein zählen unter anderem Ilmenaue, Fulder Aue und Königsklinger Aue zu Rheinhessen.
Historisch zählten zur Provinz Rheinhessen auch die heute zu Hessen gehörenden Inseln Petersaue bei Mainz, Maaraue an der Mainmündung, Bleiaue bei Gustavsburg, Nonnenau/Langenau bei Ginsheim und die künstlich durch den Rheindurchstich entstandene Insel Kühkopf. Ebenfalls zu Rheinhessen gehören zahlreiche ehemalige Auen, die nach der Rheinbegradigung dauerhaft mit den Ufern verbunden wurden, wie die Haderaue bei Budenheim, die Ingelheimer Aue bei Mainz und der Ibersheimer Wörth bei Worms.

### Erhebungen

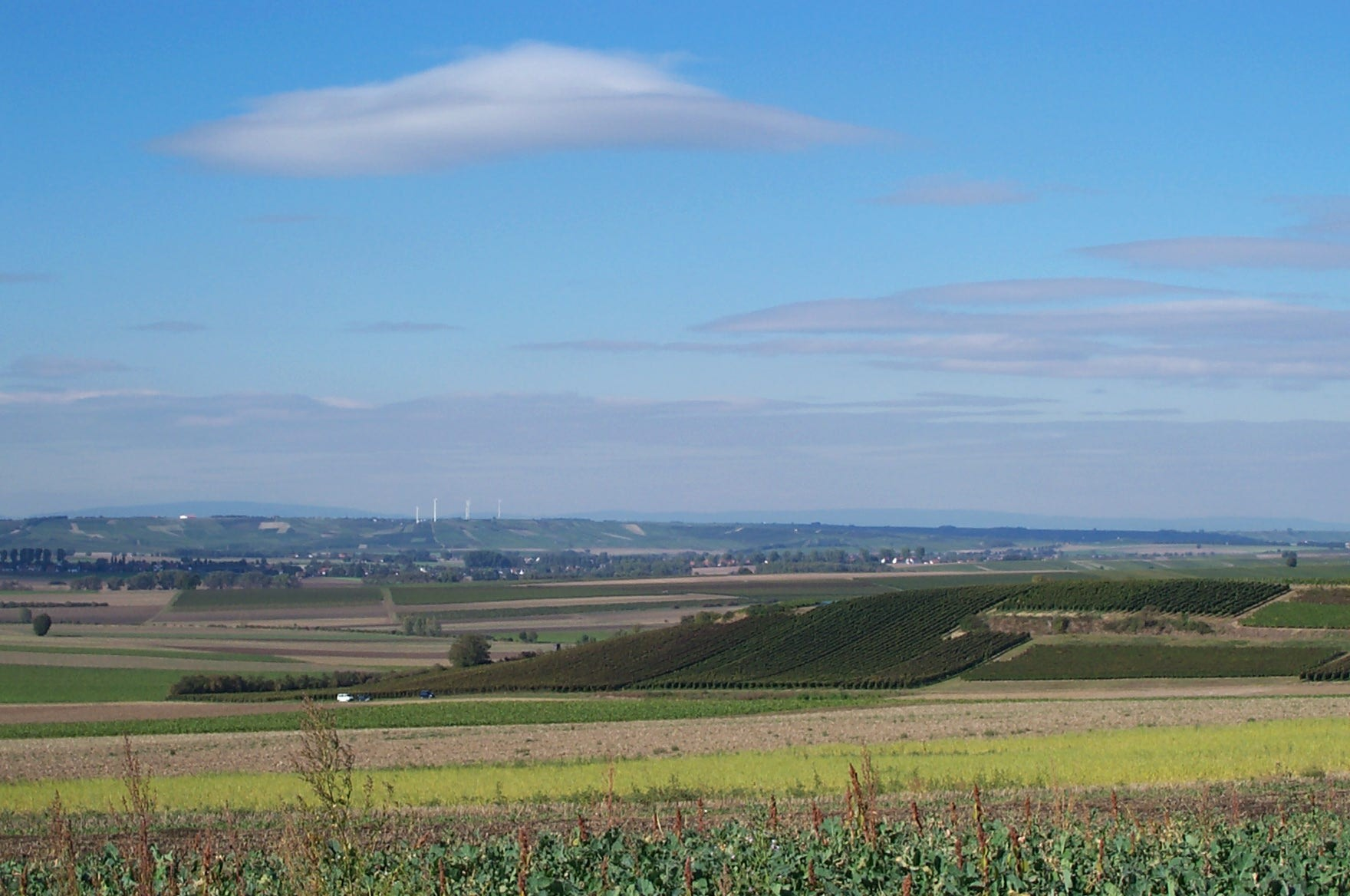
Blick in das Selztal bei Dolgesheim. Am Horizont ist das Rheingaugebirge zu erahnen.

Rheinhessen wird auch als Land der tausend Hügel bezeichnet. Es wird fast vollständig durch das Rheinhessische Tafel- und Hügelland eingenommen. Dieses hat überwiegend den Charakter einer vielfach zertalten Hochfläche, deren Niveau zwischen 250 und 270 Höhenmeter erreicht. Die höchste Erhebung ist der Kappelberg (358 m ü. NHN) im Forstrevier Vorholz, westsüdwestlich von Alzey. Weitere Erhebungen liegen im Südwesten in der Rheinhessischen Schweiz (bei Fürfeld das Köpfchen, 330,8 m und der Eichelberg, 320,3 m); der zur Gemarkung der Ortsgemeinde Wonsheim gehörende Hinterwald erreicht auf einem namenlosen Gipfel, der sich gut 600 m westnordwestlich des Forsthauses Jägerslust befindet, 327,1 Höhenmeter. Diese Erhebungen liegen bereits im Nordpfälzer Bergland, dessen nordöstliche Randgebiete nach Rheinhessen hineinreichen. Die höchste Erhebung Rheinhessens im Rheinhessischen Tafel- und Hügelland befindet sich am Rande des Forstreviers Vorholz, auf etwa 320–323,75 Höhenmetern.

### Geologie und Böden
Die Region Rheinhessen erstreckt sich größtenteils auf das Mainzer Becken, ein ehemaliges Sedimentbecken, dessen geologische Geschichte eng mit der des Oberrheingrabens verknüpft ist. Die Ablagerungen des Mainzer Beckens stammen überwiegend aus dem Tertiär. Zu dieser Zeit war das Gebiet des heutigen Rheinhessens über viele Millionen Jahre vom Meer bedeckt. Im Oligozän wurden hier vor allem Tone und Sande abgelagert, zu Beginn des darauf folgenden Miozäns vor allem Kalke und Mergel („Kalktertiär“). Letztgenannte bilden heute im nördlichen Teil Rheinhessens, bei Ingelheim und Gau-Algesheim, den Anstieg zum Rheinhessischen Hügelland. Die Gesteine des Mainzer Beckens treten an zahlreichen Stellen natürlich zutage oder sind künstlich freigelegt, so unter anderem die marinen Sande der Alzey-Formation aus dem frühen Oligozän (Rupelium) in der ehemaligen Sandgrube Weinheimer Trift in Weinheim sowie in der Sandgrube am Steigerberg, in der auch die Überreste einer rupel-zeitlichen Steilküste aufgeschlossen sind (siehe Brandungskliff am Steigerberg).
Die Gesteine des Mainzer Beckens sind unterbrochen durch den Alzey-Niersteiner Rotliegend-Horst, dessen Ton- und Sandsteine aus dem Rotliegend in Nierstein und bei Flonheim anstehen. Die Tonsteine bilden den bekannten Roten Hang nördlich von Nierstein, und bei Flonheim befinden sich mehrere ehemalige Sandsteinbrüche. Zwischen diesen Bereichen mit anstehendem Rotliegend ist der Horst mit tertiären und quartären Ablagerungen überdeckt.
Einer deutlich jüngeren Phase des Mainzer Beckens (Mittel- und Ober-Miozän) entstammen die Kiese und Sande des Ur-Rheins bei Eppelsheim, die auch als Dinotheriensande bekannt sind. Der Ur-Rhein hinterließ u. a. auf der Hochfläche nördlich und nordöstlich von Sprendlingen Kies- und Sandablagerungen, die heute noch aufgeschlossen sind und genutzt werden.
Entsprechend der Beschaffenheit des Gesteinsuntergrunds sind die Böden Rheinhessens oft mergelig und/oder lehmig. Vorwiegend treten jedoch Lössböden auf, die auf Ablagerungen des Pleistozäns („Eiszeit“) zurückgehen.

### Klima
Dank seiner geschützten Lage im Lee von Hunsrück, Taunus, Odenwald und Nordpfälzer Bergland gehört Rheinhessen zu den wärmsten und trockensten Gebieten Deutschlands, was den Wein- und Obstanbau begünstigt. Es ist – u. a. wegen der intensiven landwirtschaftlichen Nutzung – das mit nur ungefähr 5 % seiner Fläche am geringsten bewaldete Gebiet in Deutschland.
Die durchschnittliche Sonnenscheindauer beträgt in Rheinhessen etwa 1970 Stunden (Mittelwert für Oppenheim in den Jahren von 1992 bis 2019), die Vegetationszeit etwa 280 Tage. Die Jahresdurchschnittstemperatur liegt bei 10,5 °C und damit auch über dem Durchschnitt von Deutschland. Die mittlere Niederschlagsmenge liegt bei 530 mm. Starke Regenfälle sind die Ausnahme und treten allenfalls im Sommer auf, meist in Verbindung mit Gewittern.

### Raumplanung
Rheinhessen ist Teil der Planungsregion Rheinhessen-Nahe mit dem Oberzentrum Mainz. Die kreisfreie Stadt Worms gehört zugleich zur Metropolregion Rhein-Neckar.

## Geschichte

### Frühgeschichte bis frühe Neuzeit

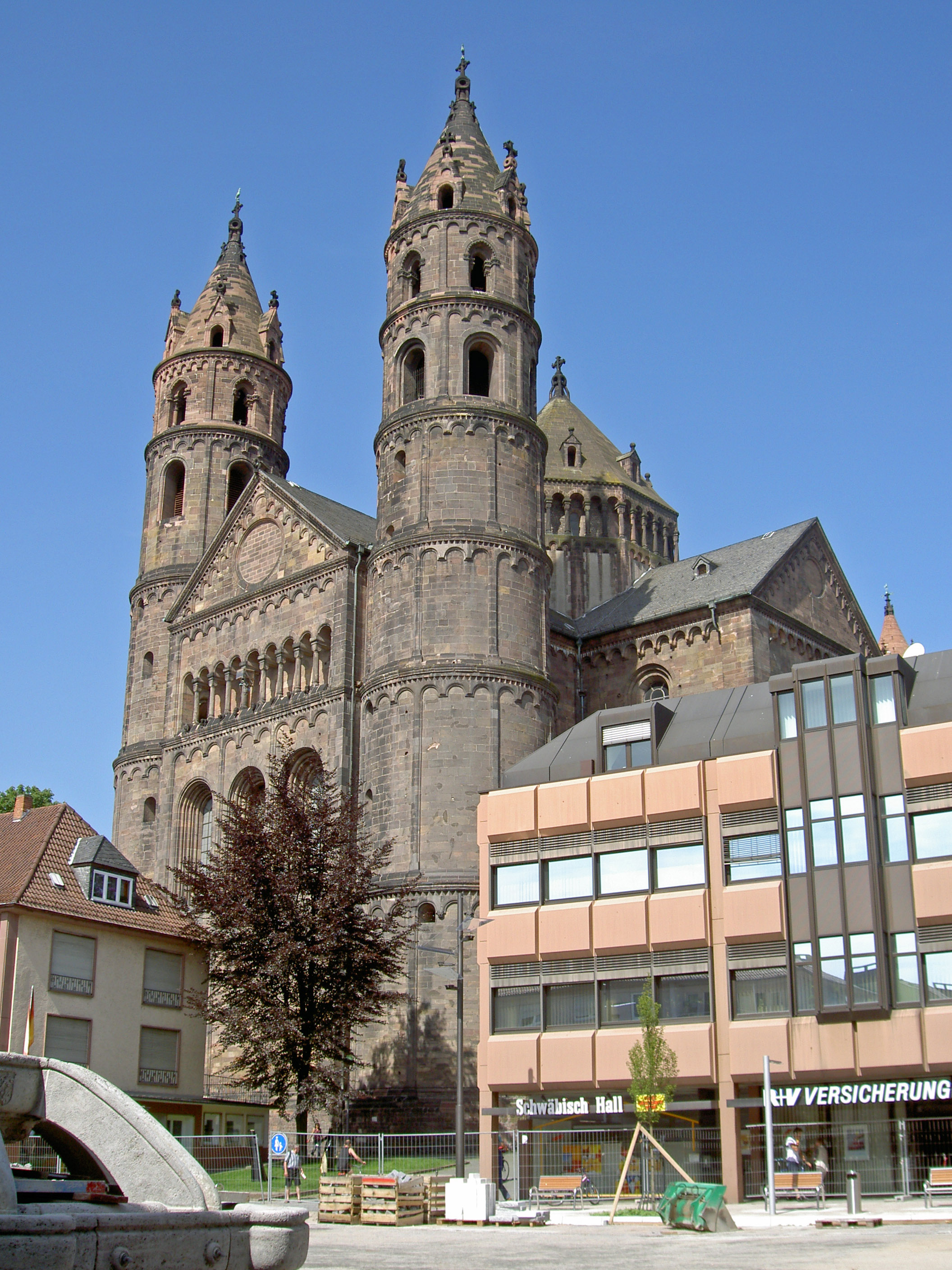
Dom St. Peter zu Worms

Die immer dicht besiedelte Region birgt zahlreiche Zeugnisse der Frühgeschichte, der Antike und des Mittelalters, Angefangen bei den steinzeitlichen Gräberfeldern bei Flomborn, über keltische Schatzfunde bei Planig sowie römische Tempel und Theater in Mainz bis hin zu dem fränkischen Fürstengrab von Flonheim. Bei der Fränkischen Reichsteilung des Fränkischen Reiches Karls des Großen mit dem Vertrag von Verdun 843 erhielt Ludwig der Deutsche das Ostfrankenreich. Der Grenzverlauf wurde genau festgelegt: „alles jenseits des Rheins, dazu diesseits die Städte und Gaue von Speyer, Worms und Mainz“. Bereits damals muss das spätere Rheinhessen eine besondere Bedeutung gehabt haben.
Zwei der drei romanischen Kaiserdome stehen hier, in Mainz und Worms.
Als Durchzugsgebiet am und auf dem Rhein hat Rheinhessen viele Einflüsse und Völkerschaften seit den Römern erlebt. Der aus Nackenheim bei Mainz stammende Carl Zuckmayer brachte dies in Des Teufels General auf die Formel vom Rhein als „Kelter Europas“. Neben vielen Einflüssen besonders hervorzuheben ist die lang andauernde Besiedlung durch Juden, deren Spuren an manchen Stellen zu finden sind, besonders eindrucksvoll aber in Worms mit dem ältesten Judenfriedhof Europas und der bald tausendjährigen Synagoge.
Nach dem verheerenden Dreißigjährigen Krieg suchte der 15. Kurfürst von der Pfalz, Karl Ludwig, einen neuen Standort für sein zerstörtes Heidelberger Schloss. Der Stadt Worms machte er 1659 das Angebot, dort seine Hauptstadt mit Residenz, Universität und Zitadelle zu errichten. Die Wormser mit den vielen Reichstagen gaben sich kaisertreu und lehnten den Wunsch ab. Auch ein Jahr später ließen sie sich nicht umstimmen. Daraufhin plante und errichtete ab 1720 Karl Philipp die zweitgrößte europäische Residenz in Mannheim. Der Wormser Weihbischof Johann Baptist Gegg konnte nur noch den Grundstein segnen. Die kurpfälzischen Orte mussten zwischen 1723 und 1755 ein Schloßbauregister führen und entsprechende Abgaben für diesen Neubau erbringen.

### Provinz Rheinhessen (1816–1937)
Rheinhessen entstand unter diesem Namen nach dem Wiener Kongress 1815, als Teile des von 1792/1802 bis 1814 bestehenden französischen Departements Donnersberg dem Großherzogtum Hessen zugeschlagen wurden, das sich dadurch über den Rhein hinaus ausdehnte. Nach der am 8. Juli 1816 vollzogenen Erweiterung ihres Herrschaftsgebietes um die linksrheinischen Gebiete gaben sich die hessischen Großherzoge in Anlehnung an die ehemalige Pfalzgrafschaft bei Rhein den Titel Großherzog von Hessen und bei Rhein. Die neu erworbenen Landesteile wurden zur Provinz Rheinhessen.
Die Region war vor der französischen Revolution territorial stark zersplittert; Teile Rheinhessens gehörten zu den linksrheinischen Gebieten der Kurpfalz, von Kurmainz und des Hochstifts Worms. Mit Urkunde vom 28. November 1822 vereinigten sich lutherische und reformierte Christen in Rheinhessen zur Vereinten Evangelisch-Christlichen Kirche.
Aus dem Großherzogtum Hessen wurde 1919 mit dem Ende der Monarchie der Volksstaat Hessen. Dieser wurde am 31. März 1934 gleichgeschaltet; die Provinz Rheinhessen wurde am 1. April 1937 aufgelöst.

### Regierungsbezirk Rheinhessen (1946–1968)
Mit Schaffung der Französischen Besatzungszone auf der linken und der Amerikanischen Besatzungszone auf der rechten Rheinseite wurde der Rhein zur Grenze. Aus den französisch besetzten Teilen des ehemaligen Volksstaats Hessen wurde Ende Mai 1946 der Regierungsbezirk Mainz; die rechtsrheinischen Teile der ehemaligen Provinz Rheinhessen (die rechtsrheinischen Stadtteile von Mainz und die Rheininsel Kühkopf) fielen an das neugegründete Land Groß-Hessen (später Hessen).
Der Regierungsbezirk Mainz wurde am 30. August 1946 Teil des neugegründeten Landes Rheinland-Pfalz. In diesem wurde er zum Regierungsbezirk Rheinhessen und umfasste die kreisfreien Städte Mainz und Worms sowie die Landkreise Alzey, Bingen, Mainz und Worms. Der Landkreis Oppenheim war bereits 1938 aufgelöst und auf die beiden Landkreise Mainz und Alzey verteilt worden. In der Kreisreform von 1969 wurden die Landkreise Alzey, Worms, Mainz und Bingen zu den zwei Landkreisen Alzey-Worms und Mainz-Bingen zusammengefasst. Der Landkreis Alzey gab dabei die Gemeinden Frei-Laubersheim, Fürfeld, Neu-Bamberg und Tiefenthal ab und erhielt dafür die Gemeinde Mauchenheim (alle fünf gehören zum Weinanbaugebiet Rheinhessen). Der Landkreis Bingen gab ebenfalls an den Landkreis Bad Kreuznach die Gemeinden Biebelsheim, Hackenheim, Pfaffen-Schwabenheim, Pleitersheim, Volxheim sowie Bosenheim, Ippesheim und Planig ab (bis auf die letzten Drei gehören alle noch dem Weinanbaugebiet Rheinhessen an, nicht aber die Gemeinden der heutigen Verbandsgemeinde Rhein-Nahe sowie Bingerbrück, die der Landkreis Mainz-Bingen erhielt). Der Regierungsbezirk Rheinhessen bestand ebenfalls bis 1968 und formte dann zusammen mit dem Regierungsbezirk Pfalz ab 1968 den bis 1999 bestehenden Regierungsbezirk Rheinhessen-Pfalz.
Bei dem Volksbegehren über eine eventuelle Länderneugliederung im April 1956 wollten 20,3 % der Rheinhessen wieder zu Hessen gehören. Der vorgesehene Volksentscheid wurde erst 1975 durchgeführt, das erforderliche Quorum für eine veränderte Grenzziehung aber nicht erreicht.

### Weinanbaugebiet Rheinhessen nach 1968

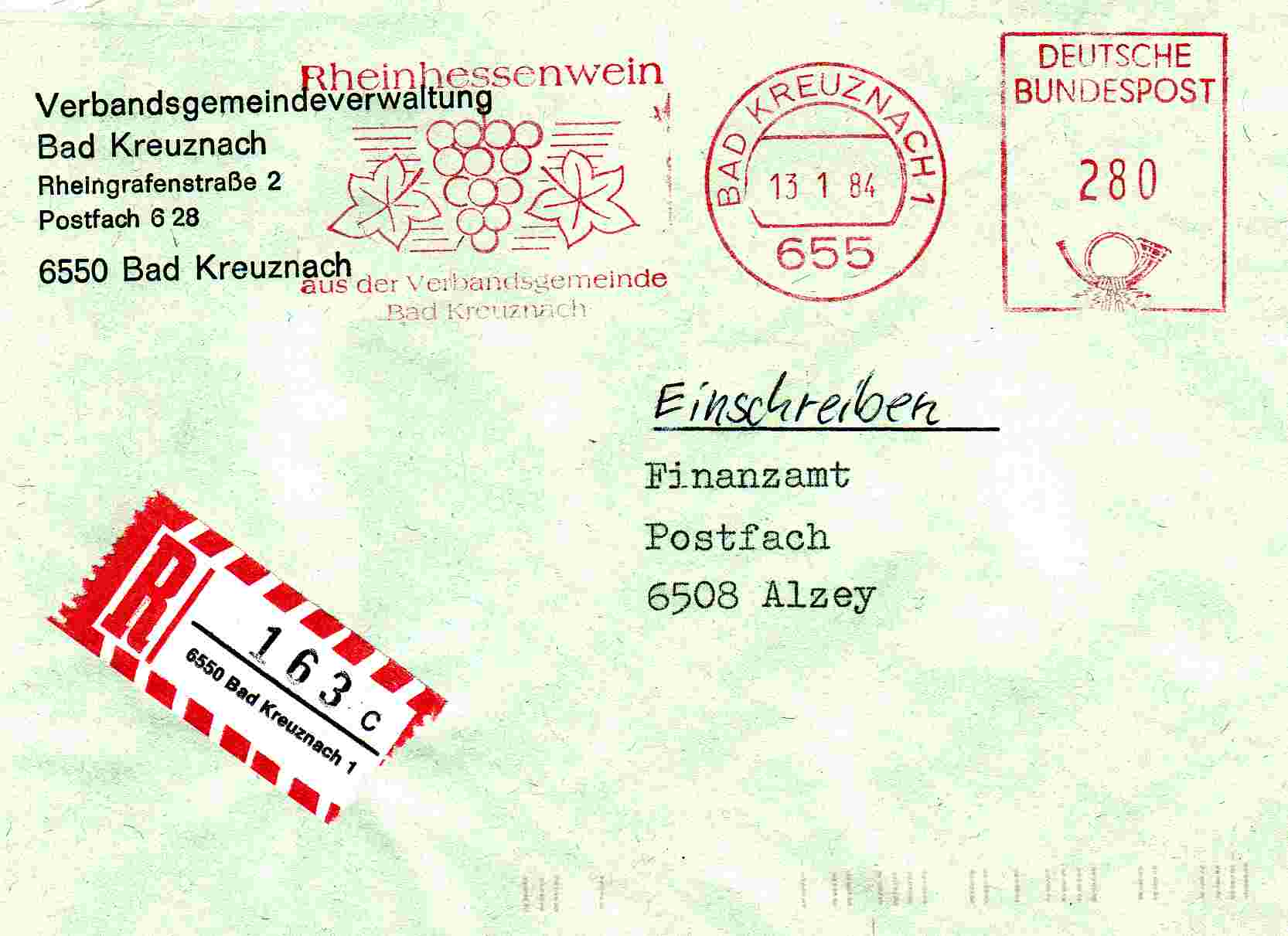
Brieffrankierstempel: Rheinhessenwein aus der Verbandsgemeinde Bad Kreuznach

Nach 1968 gab es keine staatliche Gebietskörperschaft mit dem Namen Rheinhessen mehr. Der Name blieb jedoch für die Region haften; so zum Beispiel für das Weinanbaugebiet Rheinhessen, das die Kreise des 1968 aufgelösten Regierungsbezirks umfasste. Im Zuge der Verwaltungsreform vom Juni 1969 veränderte sich das Gebiet der Weinbauregion Rheinhessen geringfügig: Mauchenheim kam von der Pfalz zu Rheinhessen, die Gemeinden Ippesheim, Bosenheim und Planig wurden nach Bad Kreuznach eingemeindet und gehören seitdem zum Weinanbaugebiet Nahe. Neun andere aus den Landkreisen Bingen und Alzey in den Landkreis Bad Kreuznach umgegliederte Gemeinden wurden verwaltungsmäßig in der Verbandsgemeinde Bad Kreuznach zusammengefasst und zählen weiterhin zum Weinanbaugebiet Rheinhessen. Im Gegenzug erhielt der Kreis Mainz-Bingen links der Nahe gelegene Gemeinden, die zuvor zum Regierungsbezirk Koblenz gehört hatten, insbesondere Bingerbrück und Bacharach.
Darüber hinaus wurden kleine, nahe beieinander liegende Orte zusammengelegt, wie zum Beispiel Stadecken und Elsheim zu Stadecken-Elsheim sowie Dittelsheim und Heßloch zu Dittelsheim-Heßloch.

## Wirtschaft und Infrastruktur

### Vermarktung

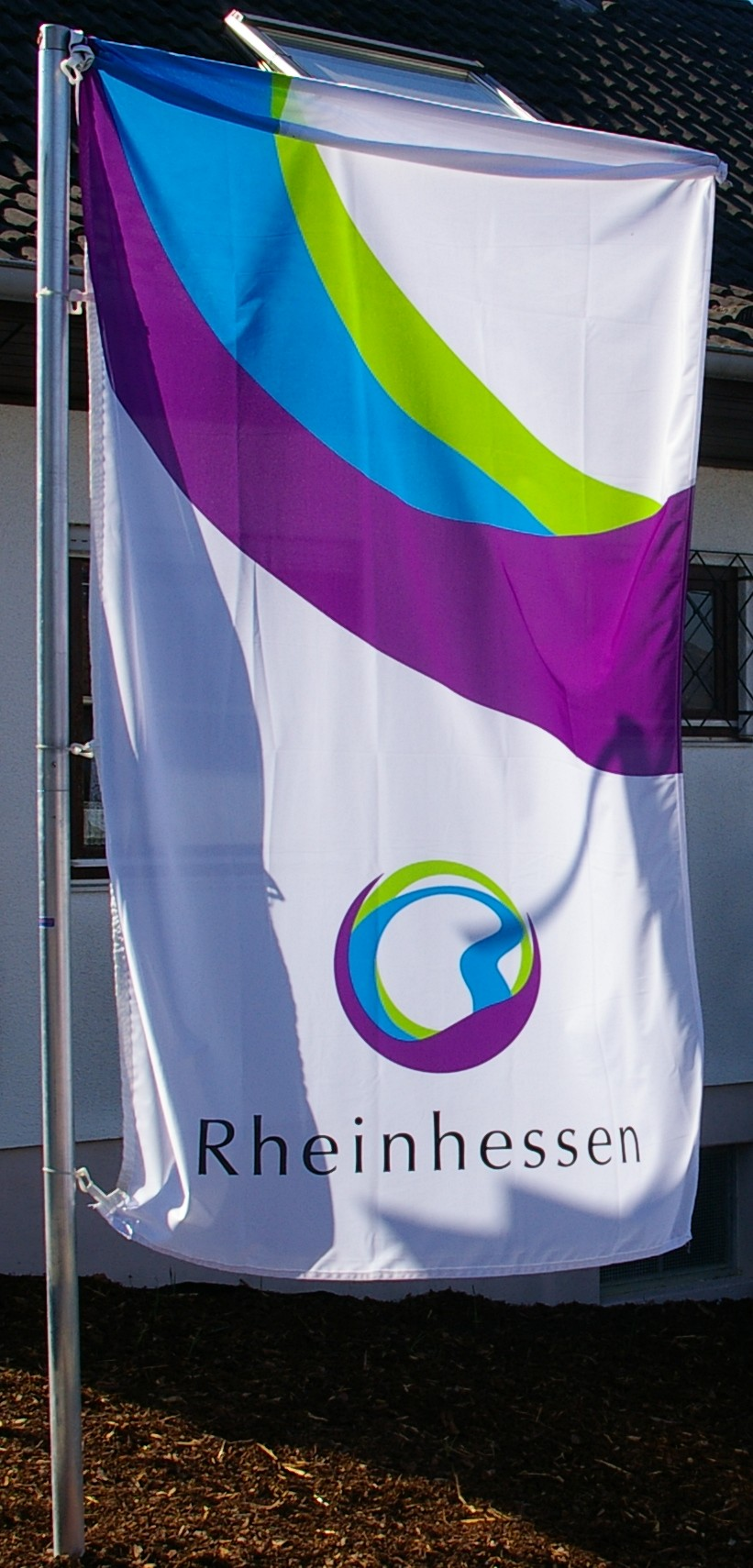
Fahne der Rheinhessen-Vermarktung

Um die Vermarktung Rheinhessischer Dienstleistungen und Waren kümmert sich die Rheinhessen-Vermarktung mit Sitz in Ingelheim. Es ist ein Gemeinschaftsprojekt von Rheinhessen-Touristik GmbH aus Nieder-Olm sowie Rheinhessen-Marketing e. V. und Rheinhessenwein e. V., beide aus Alzey.
Ab 1928 gab es noch die Bezirksgenossenschaft für Gartenbauerzeugnisse eGmbH in Gimbsheim mit 42 örtlichen Sammelstellen im nördlichen Kreis Worms, im südlichen Kreis Mainz und im Kreis Alzey.

### Landwirtschaft und Weinbau

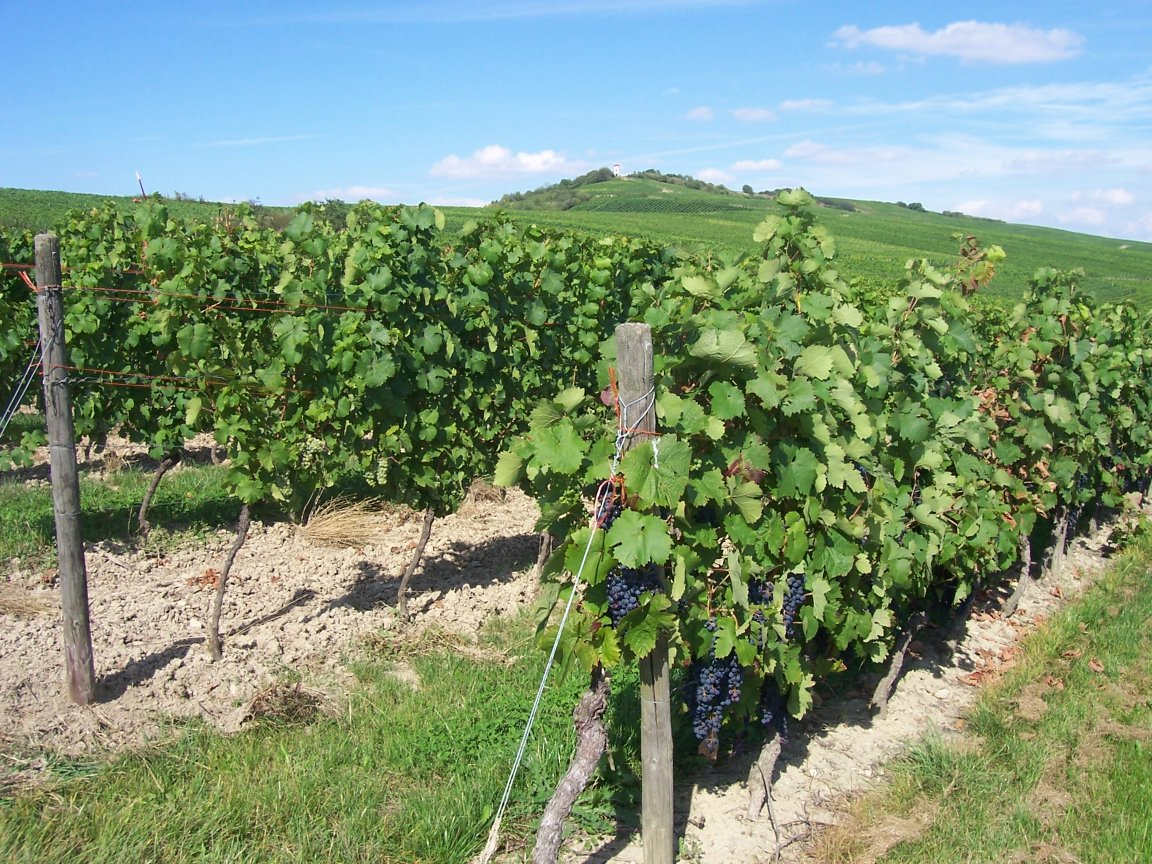
Weinberge bei Stadecken-Elsheim

Rheinhessen ist mit 26.563 Hektar Rebfläche das größte Weinanbaugebiet in Deutschland. Seit Mai 2008 sind Mainz und Rheinhessen Mitglied im Great Wine Capitals Global Network (GWC), einem Zusammenschluss der bekanntesten Weinbaustädte weltweit.
Daneben werden vor allem Zuckerrüben (daher der Spruch „Rheinhessen – das Land der Reben und Rüben“) angebaut, aber auch Obst (hier hauptsächlich Äpfel), ferner Spargel, Sonnenblumen und Getreide wie Weizen, Gerste und Mais, außerdem Raps.
Die Vereinigten Großmärkte für Obst und Gemüse Rheinhessen sind die europaweit größte Vermarktungsorganisation für Sauerkirschen. Das Unternehmen hat seinen Hauptsitz in Ingelheim am Rhein.

### Verkehr

#### Straßenverkehr
Für den Straßenverkehr führen die Autobahnen 60, 61, 63 und 643 sowie die Bundesstraßen 9, 40 (welche teilweise mit der alten Kaiserstraße identisch ist), 41, 47, 271, 420 sowie ein Teilstück der Deutschen Alleenstraße durch Rheinhessen.

#### Öffentlicher Personennahverkehr
Dem öffentlichen Personennahverkehr dienen die Omnibuslinien der DB Regio Bus Mitte und die Bahnstrecken Alzey–Mainz, Worms–Alzey–Bingen, auf der Bahnstrecke Mainz–Mannheim der Abschnitt Mainz–Worms und auf der Linken Rheinstrecke der Abschnitt Mainz–Ingelheim–Bingen. Von der Bahnstrecke Gau Algesheim–Bad Kreuznach liegt der Abschnitt zwischen Gau-Algesheim und Gensingen/Horrweiler ebenfalls in Rheinhessen.
Rheinhessen liegt vollständig im Tarifgebiet des Rhein-Nahe-Nahverkehrsverbunds (RNN). Im Bereich von Mainz im Nordosten und Worms/Alzey im Süden gibt es Überlappungen und Übergangstarife mit dem Rhein-Main-Verkehrsverbund (RMV) bzw. dem Verkehrsverbund Rhein-Neckar (VRN).

#### Stillgelegte Bahnstrecken

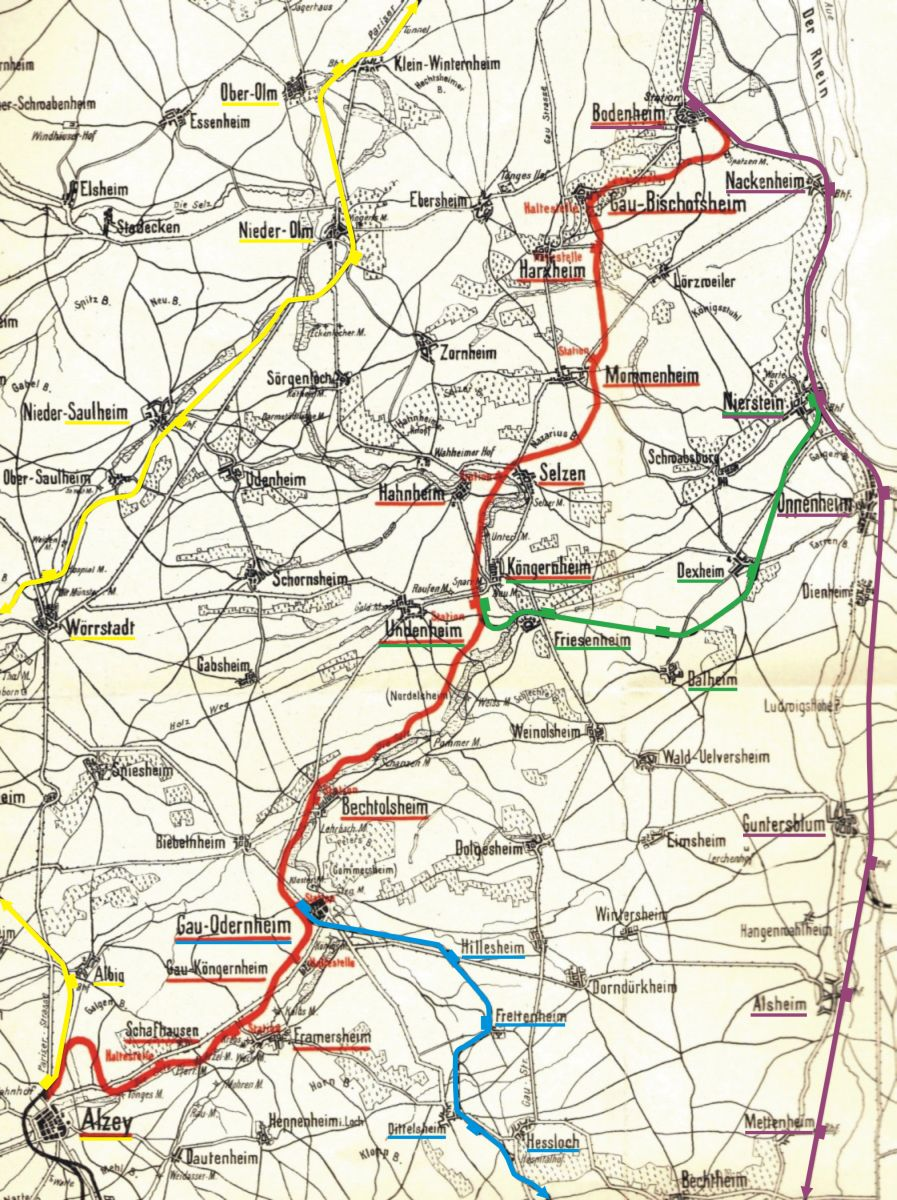
(ehemalige) Bahnstrecken in Rheinhessen

Einige Bahnstrecken wurden stillgelegt und meist rückgebaut; dazu zählen die Bahnstrecke Frei-Weinheim–Jugenheim-Partenheim, auch bekannt als Zuckerlottche/Selztalbahn, die Bahnstrecke Gau Odernheim–Osthofen, die Bahnstrecke Osthofen–Westhofen („Gickelche“), die Bahnstrecke Sprendlingen–Fürfeld („Bawettche“), die Bahnstrecke Worms–Grünstadt, die Altrheinbahn von Guntersblum nach Osthofen über Eich, die Strecke von Köngernheim nach Nierstein („Valtinche“), die Bahnstrecke Worms–Gundheim, die Bahnstrecke Bodenheim–Alzey („Amiche“) und die Wiesbachtalbahn.

#### Rad- und Wanderwege
- Rheinradweg, linksrheinische rheinhessische Teilstrecke Worms – Mainz – Bingen des internationalen Weges
- Hiwwel-Route: Von Bingen am Rhein – Mainz – Wörrstadt – Bockenheim – Alzey – Monsheim nach Worms
- Rheinhessischer Jakobsweg: Bingen – Ockenheim – Appenheim – Ober-Hilbersheim – Wolfsheim – Sulzheim – Wörrstadt – Spiesheim – Biebelnheim – Framersheim – Dittelsheim – Westhofen – Herrnsheim – Worms (Streckenlänge 61,4 km)[10]
- Selztal-Radweg: Von der Quelle in Orbis entlang der Selz nach Ingelheim am Rhein
- Obstroute-Rad-Rundweg: Ingelheim – Gau-Algesheim – Engelstadt – Wackernheim – Heidesheim – Ingelheim
- Mühlen-Radweg: Framersheim – Gimbsheim
- Rheinterrassen-Radweg: Mainz – Worms (oft Rhein abgewandter Höhenweg mit Rheinblick)
- Auf stillgelegten Bahnstrecken der Amiche-Radweg und der Valtinche-Radweg

Zwei Fernwanderwege nehmen ihren Ausgang in Rheinhessen bei Bingen:
- Soonwaldsteig
- RheinBurgenWeg

Mehrere Rundwanderwege, jeweils mit ca. 10–12 km Laufstrecke, Hiwweltouren genannt, können um einige Ortschaften herum, u. a. im Selztal und um Stadecken-Elsheim, erwandert werden.

### Medien

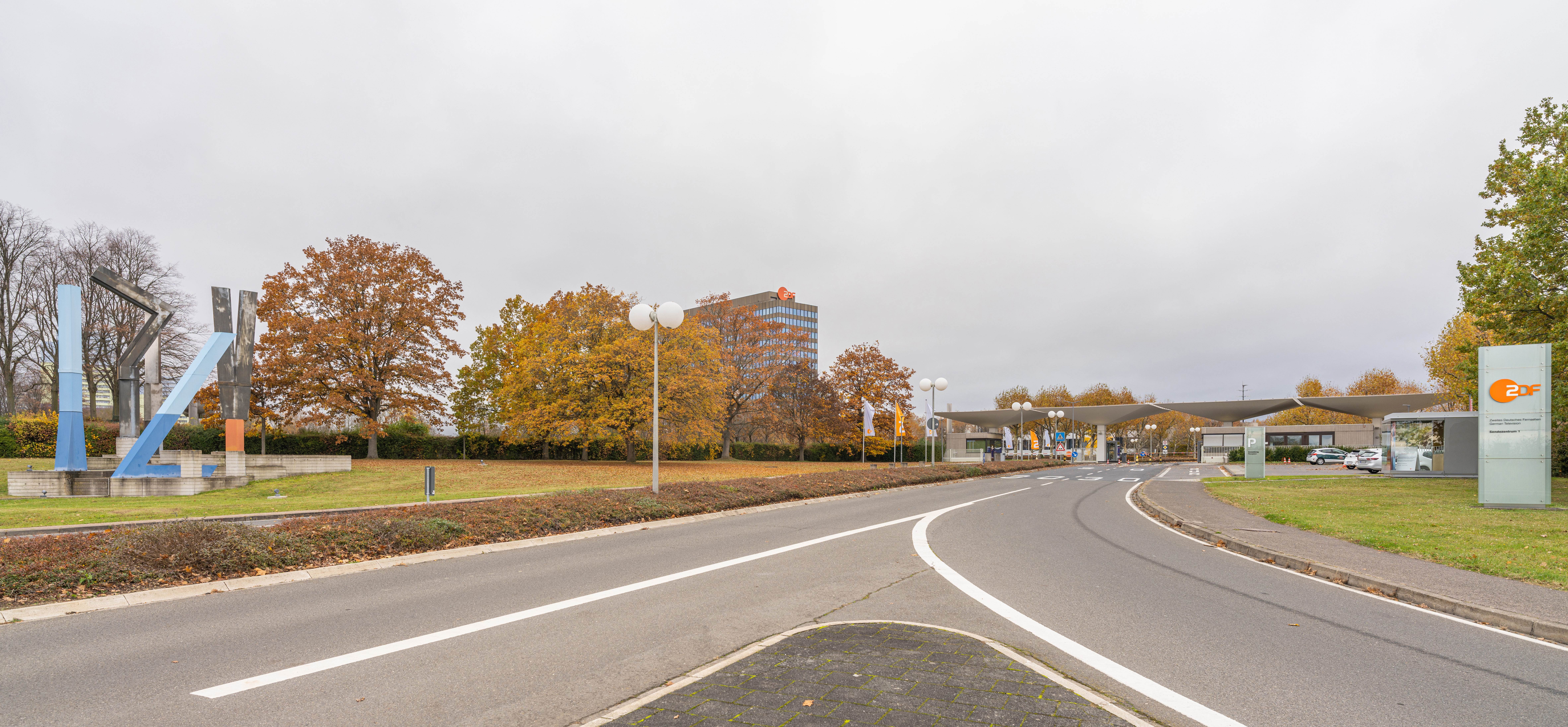
ZDF-Sendezentrum in Mainz

#### Print
In Rheinhessen erscheinen die Tageszeitungen und Anzeigenblätter der Rhein Main Presse und der Rhein-Zeitung, diese hatte bis Ende 2013 eine Lokalausgabe für Mainz, seitdem wird die Überregionale Ausgabe herausgegeben. In Mainz, Bingen, Bad Kreuznach, Oppenheim und weiteren Orten erscheint das Campus- und Kultur-Magazin STUZ (Turnus Media Verlag) mit umfangreichem Veranstaltungskalender für Kino, Konzerte, Partys und Theater. In Mainz gibt es seit 2010 das Stadtmagazin sensor (Rhein Main Presse) mit Reportagen, Berichten, Interviews und Kolumnen über urbane Trends, Lifestyle, Kultur und Politik. Zusätzlich geben die jeweiligen Städte und Verbandsgemeinden eigene Nachrichtenblätter mit amtlichen und nichtamtlichen Bekanntmachungen im wöchentlichen Rhythmus heraus.

#### Hörfunk
Während über DAB+ bis zu 80 Hörfunksender zu empfangen sind, ist die Auswahl über Ultrakurzwelle verständlicherweise kleiner: empfangbar sind die Rundfunkprogramme des öffentlich-rechtlichen Südwestrundfunk, in Rheinnähe auch der Hessische Rundfunk und teilweise auch der Bayerische Rundfunk. In Grenznähe zur Pfalz bzw. ab Höhe Worms können teilweise sogar Programme vom saarländischen Rundfunk empfangen werden. Private Radiosender sind RPR1 mit Regionalstudio Mainz, bigFM und Rockland Radio. Des Weiteren können auch noch Radio Regenbogen und sunshine live aus Baden-Württemberg, Hit Radio FFH und Planet Radio aus Hessen und Antenne Bayern empfangen werden. Im UKW-Bereich ist auch der American Forces Network empfangbar.

#### Fernsehen
In Mainz haben das Zweite Deutsche Fernsehen (ZDF) und der Südwestrundfunk Rheinland-Pfalz (SWR) ihren Sitz. Von 1990 bis 2010 sendete der regionale Privatsender K3 Kulturkanal aus Mainz ein Regionalprogramm für Rheinhessen und die Vorderpfalz.

#### Online
Auch verschiedene reine Online-Medien etablieren sich seit Anfang der 2010er Jahre zunehmend in Rheinhessen. Im Bereich des partizipativen Journalismus wären das Bürgerjournalismus-Portal Wir-in-Rheinhessen oder die Mitmachzeitung Mainz. Beide Seiten bieten Bürgern die Möglichkeit an, sich selbst als Autoren zu betätigen.

## Kultur
Etliche kulturelle Prägungen erfuhr Rheinhessen während der Zugehörigkeit zum Großherzogtum Hessen. Die Architektur der damaligen Zeit wurde stark von Georg Moller beeinflusst, der Amtsgebäude, Kirchen und Bahnhöfe gestaltete. Die Benennung der Straßen erfolgte nach hessischen Persönlichkeiten wie Großherzog Ernst Ludwig oder Wilhelm Leuschner. Auch an der ungewöhnlichen Schreibung von Ortsnamen-Präfixen mit Bindestrich (vgl. Gau-Algesheim mit Waldalgesheim, Nieder-Wiesen mit Oberwiesen usw.) sind großherzogliche Einflüsse noch ablesbar, welche Rheinhessen vom übrigen Rheinland-Pfalz unterscheiden.

### Kirchen und Sakralbauten
In der evangelischen und der katholischen Kirche lebt die hessische Tradition bis heute in der Zugehörigkeit zu der Evangelischen Kirche in Hessen und Nassau beziehungsweise dem Bistum Mainz fort.
Das Kirchweihfest, das heute überwiegend weltlichen Charakter hat, nennt man in Rheinhessen kurz Kerb. In kleineren Gemeinden ist dies oft die Hauptveranstaltung im Laufe des Jahres. Das ursprüngliche Fest der Kirchweihe wurde meistens in der Zeit nach der Getreideernte und vor der Weinlese gefeiert. In wenigen Fällen kann man heute noch den kirchlichen Ursprung erkennen wie in Worms-Ibersheim, wo Maria Himmelfahrt, der 15. August, der Festtermin ist.
Das älteste jüdische Gotteshaus in Deutschland ist die Synagoge in Worms, sie geht auf das Jahr 1034 zurück. Nach mehrfachen Zerstörungen, auch im November 1938, erfolgte nach dem Wiederaufbau die sechste Weihe am 3. Dezember 1961, am ersten Tag des jüdischen Lichterfestes Chanukka. Hohe Repräsentanten und Juden aus aller Welt nahmen an diesem denkwürdigen Tag in Worms teil: Ludwig Erhard, Heinrich von Brentano, Peter Altmeier, Eduard Orth, Otto van Volxem. Heinrich Völker, der Wormser Oberbürgermeister, übergab damals im Namen der Bundesregierung, der Landesregierung und der Stadt dem Vorsteher der jüdischen Gemeinde Isidor Wenger den Schlüssel zur wiederaufgebauten Raschi-Synagoge, mit Baukosten von 500.000 Mark.

### Sprache und Mentalität

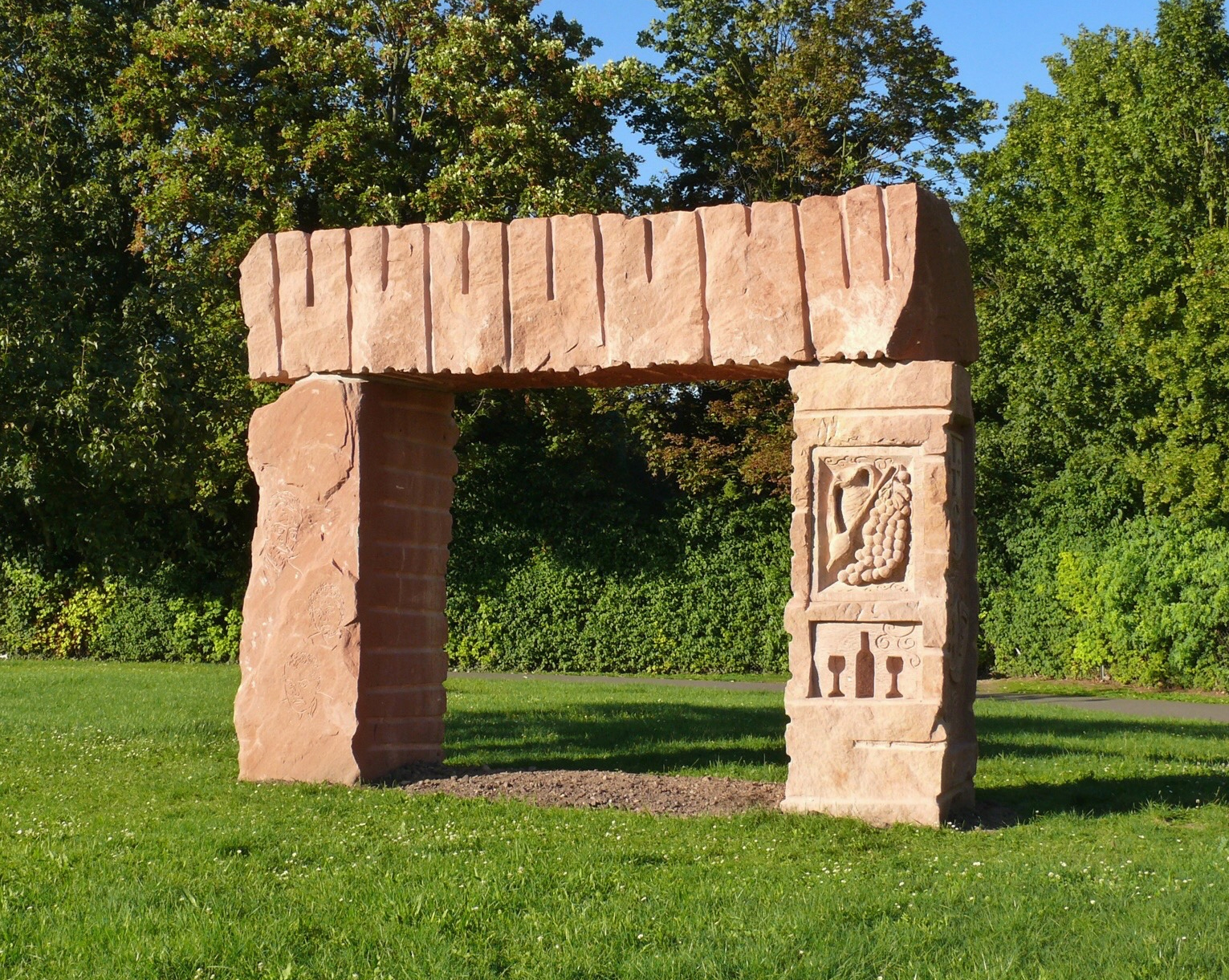
Rheinhessentor in Nieder-Olm, mit den Größen der Literatur: Carl Zuckmayer, Anna Seghers und Wilhelm Holzamer.

Der rheinhessische Dialekt gehört zu den rheinfränkischen Dialekten und ist mit dem Südhessischen verwandt. Innerhalb des Rheinhessischen ist als Lokalsprache das Wormser Platt bekannt. Zwischen dem Rheinhessischen und dem Vorderpfälzischen verläuft eine Sprachgrenze.
Bereits 1835 konstatierte der Regierungsrat Wilhelm Friedrich Hesse, der Rheinhesse sei „mit glücklichen Anlagen und heiterem Sinne begabt“. Die äußeren Verhältnisse, in denen er sich bewege, hätten seine „Gewandtheit im Leben erhöht“. Die sozialen Beziehungen seien jedoch nicht selten durch „Prozeßsucht“ getrübt.
Knapp einhundert Jahre später beschrieb der Geologe Jakob Klippel die Rheinhessen als „leichtbewegliches Volk, arbeitssam, zäh und derb“. Trotz der „Kriegsstürme“, die in jedem Jahrhundert über ihr Land „hinweggebraust“ seien, seien die Rheinhessen stets für die Idee der Völkerverständigung empfänglich gewesen.
Der Rheinhesse selbst sei gesellig und gastfreundlich, „voll von heiterem Humor und gesundem Mutterwitz“. Er neige jedoch zu Übertreibung und Großtuerei.
Die Rheinhessen kontern diese Behauptung mit dem traditionellen Ausspruch: „Mer strunze nett, mer hunn“ („Wir prahlen nicht, wir haben“).
Diese Redewendung hat die Rheinhessische Weinbruderschaft in der latinisierten Form Non vanitamus sed habemus zu ihrem Wahlspruch erkoren.

### Orts- und Familiennamen
Die Namen der meisten Ortschaften Rheinhessens enden auf dem Wortteil -heim. Dies wird auf fränkische Zeiten zurückgeführt, als es im 5. und 6. Jahrhundert üblich war, Siedlungen oder Höfe nach ihrem jeweiligen Herrn zu benennen. So entwickelte sich beispielsweise Ingelheim am Rhein aus dem vermuteten Namen Ingilo über mehrere Stufen zum heutigen Namen der Stadt.
Andere Ortsnamen, wie der von Bingen (Bingium) oder Finthen (Fontanetum), sind römischen Ursprungs, manche gehen auf keltische Bezeichnungen zurück, wie Mainz (römisch Mogontiacum, abgeleitet von keltisch Mogon), Worms (Borbetomagus) und Alzey (Altiaia).
Israeliten (Juden) hatten lange Zeit keine Familiennamen. Um Verwechslungen auszuschließen, wurde schließlich oft der Geburts- oder Aufenthaltsort hinzugefügt. Endgültig befahl Napoleon den Juden, sich einen Familiennamen beizulegen. Deshalb wurden sie 1808 amtlich vorgeladen, um sich ihre Vor- und Familiennamen selbst auszuwählen.
Etwa 40 % der rheinhessischen Familiennamen sollen auf Ortsnamen zurückgehen. Hierzu gehören beispielsweise
adlige Familien:
- Specht von Bubenheim
- von Dalheim
- Eberhard von Dienheim
- Flersheim (Adelsgeschlecht)
- Wilhelm von Hamm
- Heppenheim genannt vom Saal (Adelsgeschlecht)
- Heyl zu Herrnsheim
- Ingelheim (Adelsgeschlecht)
- Mauchenheim (Adelsgeschlecht)
- Carl von Mettenheimer
- Oppenheimer (Familie)
- Partenheimer (Adelsgeschlecht)
- Hund von Saulheim
- von Undenheim
- Kämmerer von Worms genannt von Dalberg

bürgerliche Familien:
- Alsheimer
- Max I. Bodenheimer
- Dexheimer
- Brendan Eich
- Adam Elsheimer
- Hanns Wilhelm Eppelsheimer
- Hans Werner Olm
- Oppenheimer (Familienname)
- Wormser (Adelsgeschlecht)

### Küche

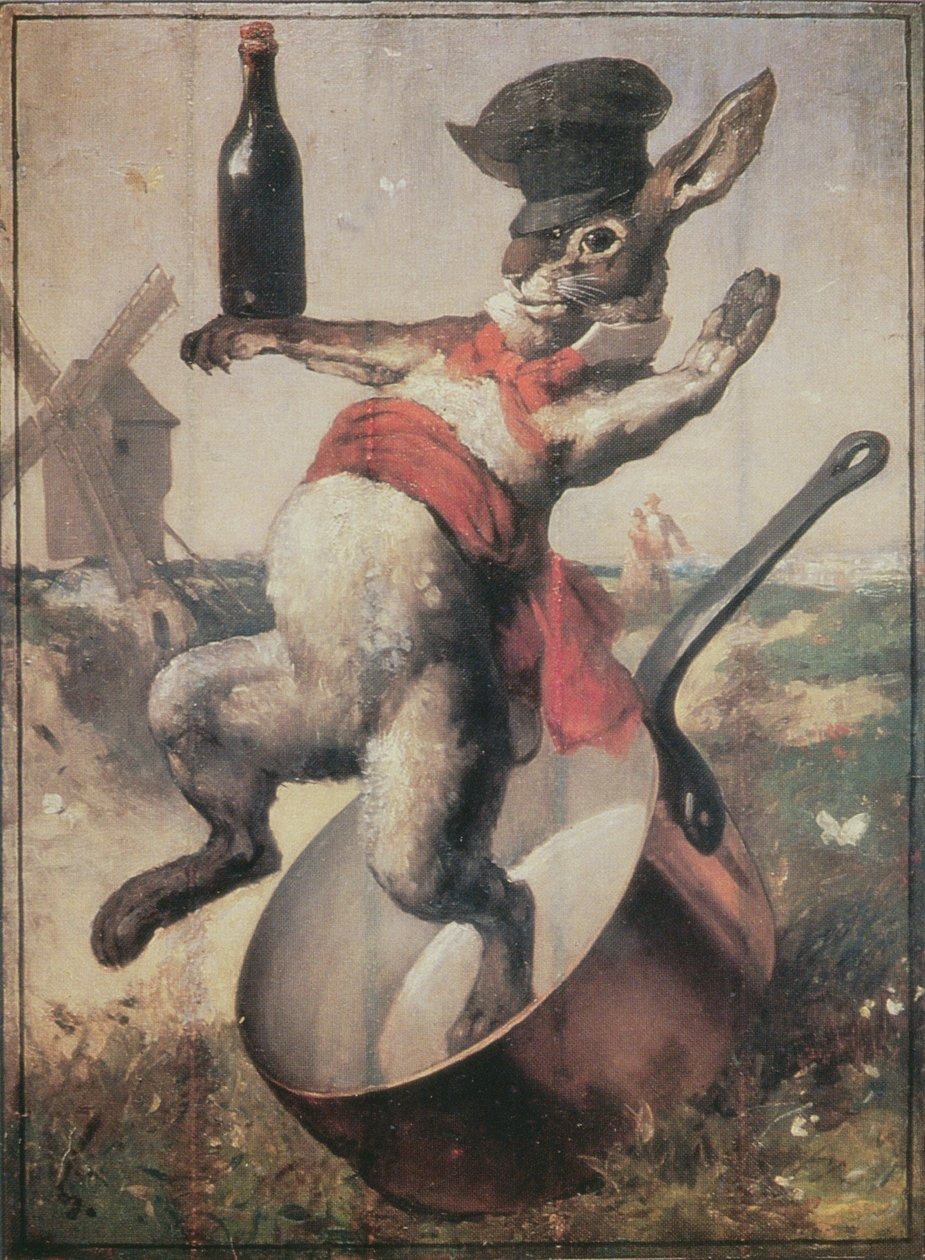
Dibbehas, Karikatur von André Gill

Jede Region hat im Laufe der Zeit, je nach Geographie, Klima, Böden, Jahreszeit und Wohlstand eine bestimmte Kochkunst hervorgebracht. Diese unterscheidet sich in Hausmannskost mit einfachen Lebensmitteln oder in kulinarische Spezialitäten zu festlichen Anlässen. Auch Rheinhessen hat für seine Region reichliche Spezialitäten, wobei Weck, Worscht un Woi, mindestens durch die Mainzer Fastnacht überregionale Bedeutung erlangte.
- Backesbroode – ein mit Kartoffeln und Speck gefüllter Braten
- Backesgrumbeere – gewürzter Kartoffelauflauf mit Speck, Wein und saurer Sahne
- Bremser oder Bitzler – Federweißer
- Dibbehas – Hase im Topf („Dibbe“), mit Hase (Wildhase, Kaninchen), Gewürzen und wahlweise mit Wein
- Gemüsespargel
- Hackesweck – Brötchen mit stark gewürztem Mett und Zwiebeln
- Handkäs mit Musik – Mainzer Roller eingelegt in Essig, Öl und Zwiebeln (die Musik entsteht durch Blähungen)
- Kräppel, Siedegebäck der Fastnachtszeit
- Schales
- Spundekäs – besteht aus Frischkäse, Paprika, Zwiebeln und anderen Gewürzen
- Weck, Worscht un Woi, literarisch bekannte rheinhessische Zwischenmahlzeit (Schnell-Imbiss, Snack, Fast Food)
- Weingelee
- Weinsuppe
- Wingertsimbs – typische Weinbergsmahlzeit (Imbiss)
- Wingertsknorze – Roggenbrötchen mit Speck und Zwiebeln
- Woihinkelsche, ursprünglich aus dem Elsass (Coq au Vin à l’alsacienne), jedoch obligatorisch mit Huhn und Weißwein; nicht zu verwechseln mit dem Weinhähnchen, einem Insekt
- Zwiwwelkuche – Zwiebelkuchen

### Regionalbibliothek für Rheinhessen

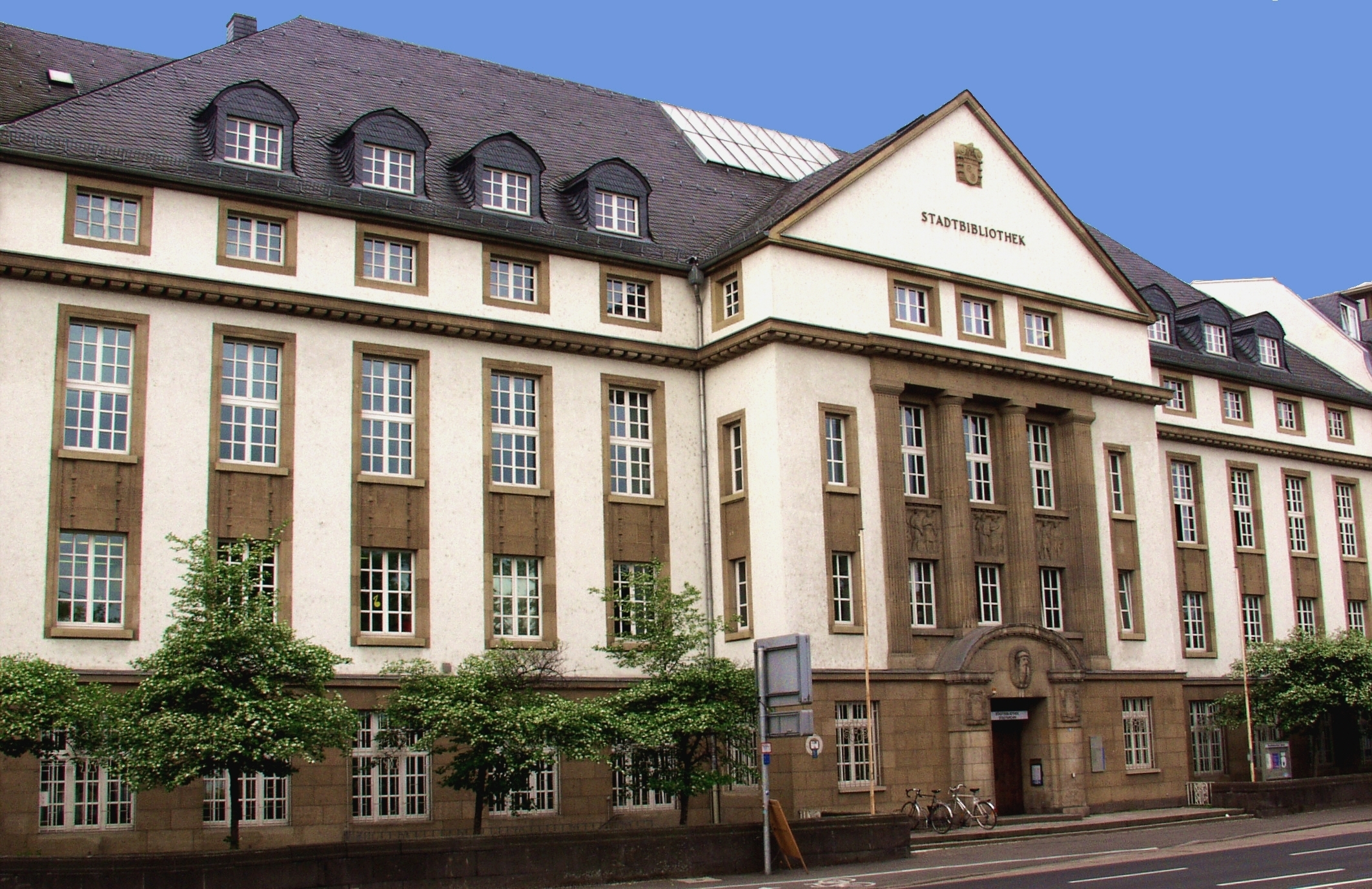
Stadtbibliothek Mainz

Die Stadtbibliothek Mainz sammelt in ihrer Funktion als Regionalbibliothek Literatur über Mainz und Rheinhessen, darunter auch Schriften über die rechtsrheinisch gelegenen ehemaligen Stadtteile von Mainz und über die Territorien des Mainzer Kurfürstentums.

### Museen

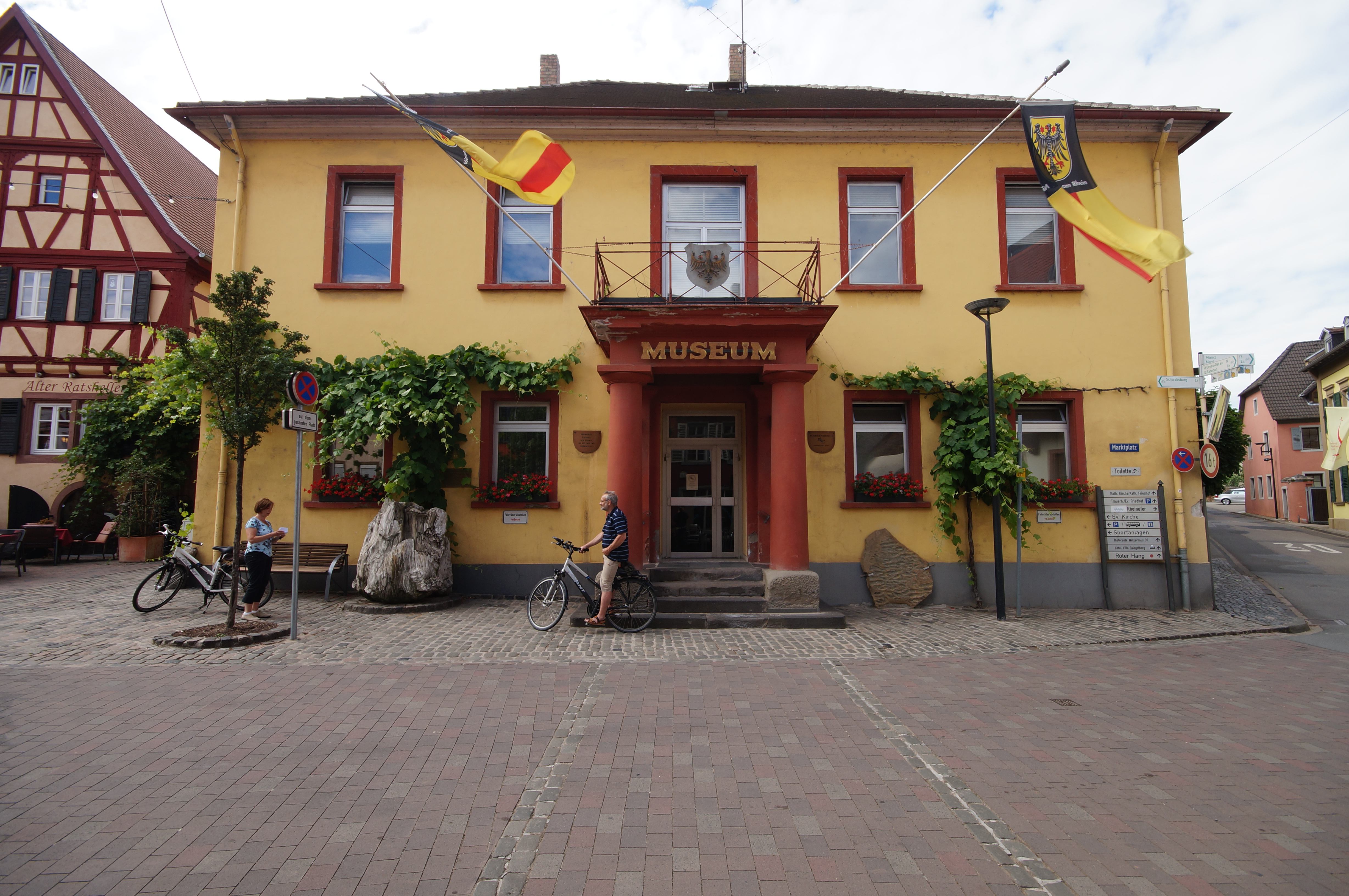
Paläontologisches Museum Nierstein

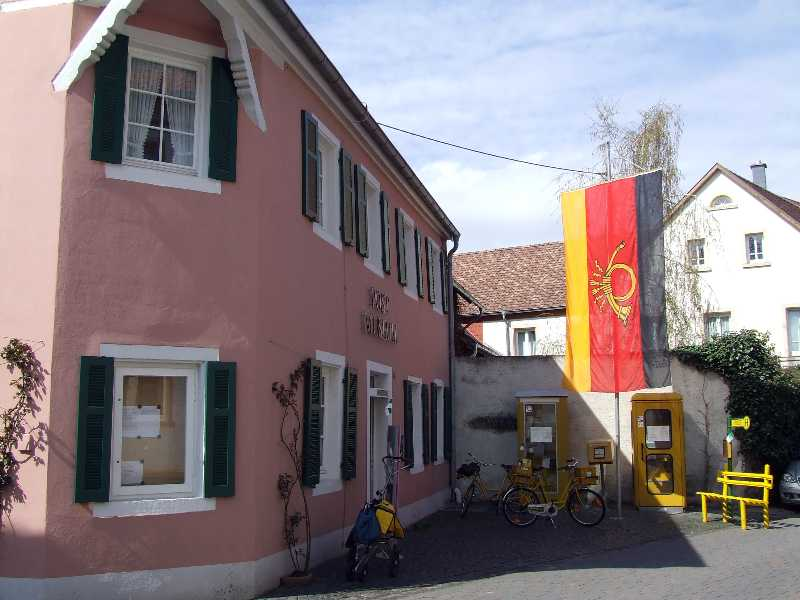
Postmuseum

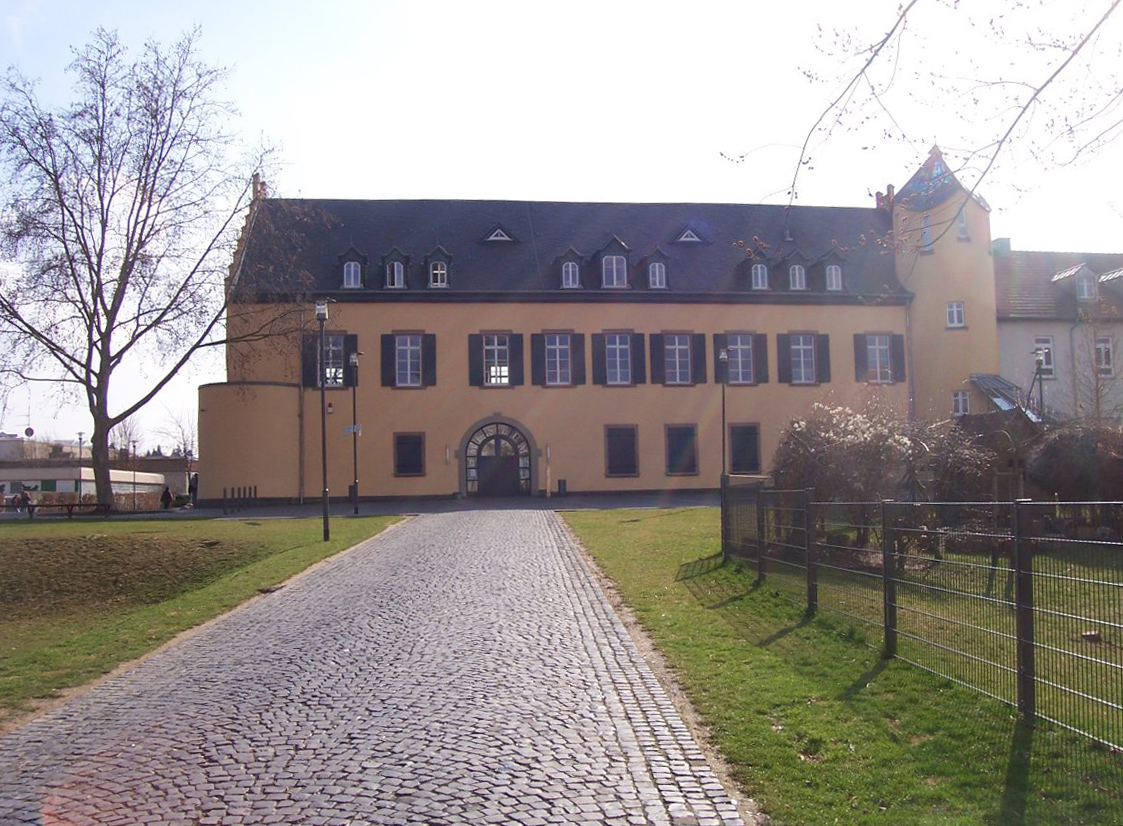
Das Fahrradmuseum befindet sich im Schloss Ardeck

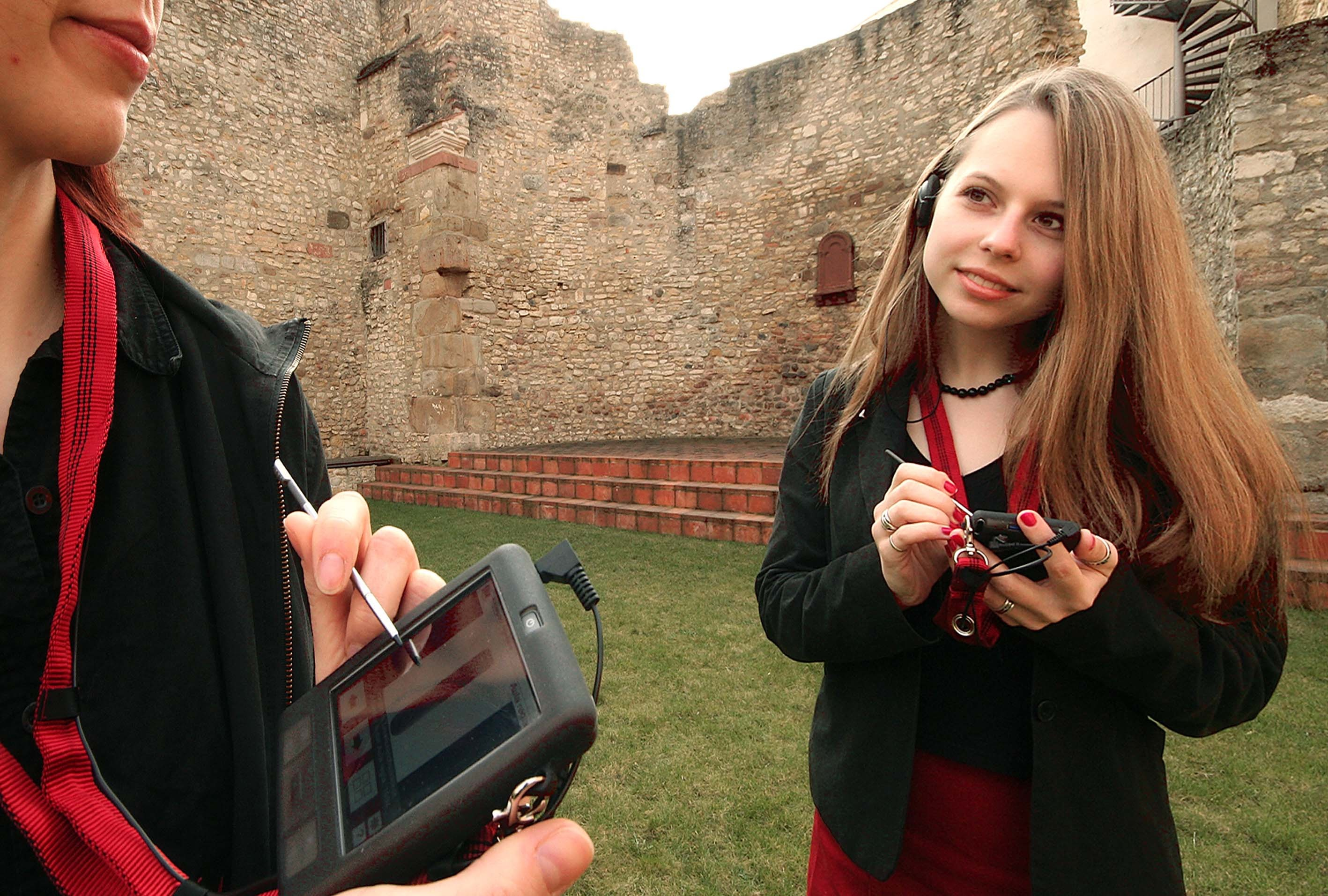
Elektronischer Führer für historische Gebäude

Historische Sammlungen gibt es auch in Rheinhessen reichlich, um Zeugnisse der Geschichte aufzubewahren, damit sie zu besonderen Anlässen präsentiert werden können. Neben den Museen, mit nationaler und internationaler Bedeutung, sind noch Museen für spezielle Sammlungen vorhanden. Die allgemeine historische Entwicklung wird für die Nachwelt in etwa 20 Heimatmuseen dargestellt und meist von Förder- oder Heimatvereinen unterstützt oder sogar eigenständig getragen. Diese Einrichtungen und Vereine leisten einen wichtigen Beitrag zur Erhaltung des historischen und kulturellen Erbes ihrer Heimat.
Alzey
- Museum der Stadt Alzey: Kultur- und Naturgeschichte, römische Steindenkmale

Bingen am Rhein
- Historisches Museum am Strom der Stadt Bingen: Hildegard von Bingen, Rheinromantik, Stadtgeschichte
- Stefan-George-Museum der Stefan-George-Gesellschaft: Schreibpult, Bibliothek, Plastiken

Bodenheim
- Deutsches Pumpenmuseum, mit Förderverein auf dem Gelände der Firma Hilge: Geschichte der Pumpen
- Heimatmuseum, mit Förderverein: Förderung, Pflege und Entwicklung der Heimat- und Ortsgeschichte

Erbes-Büdesheim
- Postmuseum Rheinhessen des Vereins für Postgeschichte Rheinhessen: Technik des Post- und Fernmeldewesens

Eich
- Museum des Heimat- und Kulturvereins: Ortsgeschichte, Arbeitswelt, urzeitliche Funde aus Kiesbaggerei

Eppelsheim
- Dinotherium-Museum mit Förderverein: fossile urzeitliche Funde aus dem Urrhein

Flörsheim-Dalsheim
- Weinmuseum im Weingut Schales: Weinanbau und Weinkultur des traditionsreichen Familienbetriebes

Flonheim
- Ortsmuseum und Infothek Flonheim mit Förderverein: Entstehung der Weinkulturlandschaft

Gau-Algesheim
- Rheinhessisches Fahrradmuseum des Trägervereins: Geschichte des Radsports und deren Erfolge

Gimbsheim
- Museum der Verbandsgemeinde Eich: Naturgeschichte (Mammut), Archäologie, Ausstellungen

Horrweiler
- Weindorfmuseum: Leben im Weindorf

Ibersheim 
- 360 Jahre Kurpfälzisches Jagdschlösschen

Ingelheim
- Museum bei der Kaiserpfalz Ingelheim, Mitträger Historischer Verein: Kaiserpfalz, Vor- und Frühgeschichte

Mainz
- Siehe: Kategorie:Museum in Mainz

Nackenheim
- Heimatmuseum, Dauerausstellung Carl Zuckmayer

Nieder-Olm
- Kulturschmiede Wettig, eine Initiative der Stadt: historische Schmiede, zeitgenössische Ausstellungen

Nierstein
- Paläontologisches Museum mit Förderverein: 2000 Fossilien aus allen Perioden der Erdgeschichte

Ober-Flörsheim
- Heimatmuseum in der historischen Kommenturei der Deutschordenskommende, mit Heimat- und Kulturverein

Oppenheim
- Deutsches Weinbaumuseum des Vereins der Freunde und Förderer: Bodenbearbeitungsgeräte, Reberziehung

Osthofen
- KZ Osthofen, NS-Dokumentationszentrum Rheinland-Pfalz, mit Förderverein Projekt Osthofen
- Heimatmuseum, Ausstellungen zu klassischem Handwerk, Industrialisierung und Osthofener Geschichte

Undenheim
- Heimatmuseum, mit Heimat- und Kulturverein: Brauchtum, Volks- und Heimatkunde, Ortsgeschichte

Worms
- Siehe: Museen in Worms

## Persönlichkeiten
(chronologisch)
- Fastrada (* um 765; † 10. Aug. 794 Frankfurt (Main)) ⚭ 783 in Worms Karl der Große.
- Hildegard von Bingen (* um 1098 Bermersheim vor der Höhe; † 17. September 1179 im Kloster Rupertsberg, bei Bingen), Reliquien in St. Hildegard (Eibingen), Benediktinerin (ab 1136 Äbtissin), Kirchenlehrerin
- Friedrich von Hausen (* 1150–1160; † 6. Mai 1190 Dritter Kreuzzug mit Friedrich I. (HRR)), Minnesänger[23]
- Friedrich II. (Leiningen), zu Leiningen-Hardenburg († 1237)[24][25][26], Minnesänger, Leininger hatten Besitz in Ibersheim
- Heinrich II. von Saarbrücken, Leininger, Bischof von Worms 1217–1234
- Heinrich von Meißen, genannt Frauenlob (* 1250–1260 Meißen; † 29. Nov. 1318 Mainz), Minnesänger
- Konrad von Kreuznach (* Kreuznach; † 31. Mai oder 13. Okt. 1368 Mainz), Fiedler
- Benigna von Algesheim, 1373–1417 Äbtissin der Abtei St. Hildegard (Rüdesheim am Rhein)
- Johannes Gutenberg (* um 1400 in Mainz; † 3. Februar 1468 ebenda), Erfinder des Buchdrucks und des mechanischen Buchdrucks.
- Conrat Meit (* 1470/1485 Worms; † 1550/1551 Antwerpen), Bildhauer der Renaissance
- Sebastian Münster (* 20. Januar 1488 Ingelheim; † 26. Mai 1552 Basel), Kosmograph, Humanist und Hebraist. Zierte die Vorderseite der 100-DM-Banknote 1962–1991.
- Johann Nikolaus Götz (* 9. Juli 1721 Worms; † 4. November 1781 Winterburg bei Bad Kreuznach), Vertreter der Anakreontik
- Jacob Best, Sr. (* 1. Mai 1786 Mettenheim; † 26. Februar 1861 Milwaukee) Brauer aus Mettenheim gründete Brauerei in Milwaukee, später eine der größten in USA.
- Friedrich Koch (* 7. Dezember 1786 in Messel; † 13. August 1865 in Oppenheim) stellte um 1850 3/4 des Weltbedarfs an Chinin gegen Malaria her.
- Franz Bopp (* 14. September 1791 Mainz; † 23. Oktober 1867 Berlin), Sanskritforscher, Begründer der historisch-vergleichenden Indogermanischen Sprachen
- Eberhard Anheuser (* 27. September 1806 in Bad Kreuznach; 2. Mai 1880) war Unternehmer und Brauereibesitzer in USA
- Joseph Schlitz (* 15. Mai 1831 Mainz; 7. Mai 1875 Schiffsunglück vor der Küste von England), Besitzer der Joseph Schlitz Brewing Company, Milwaukee
- Simon Friedrich Schill (* 30. März 1834 in Osthofen; † 25. August 1921 ebenda), Landwirt, Winzer, Unternehmer, 1883–1892 Bürgermeister von Osthofen
- Wendelin Weißheimer (* 26. Februar 1838 in Osthofen; † 10. Juni 1910 in Nürnberg) war Komponist, Schüler von Franz Liszt sowie Freund und Förderer Richard Wagners.
- Adolphus Busch (* 10. Juli 1839 Mainz-Kastel; † 10. Oktober 1913 Lindschied), deutsch-amerikanischer Unternehmer, Mitbegründer der Anheuser-Busch Companies
- Paul Wallot (* 26. Juni 1841 Oppenheim; † 10. August 1912 Langenschwalbach), Architekt, Hochschullehrer, Erbauer des Reichstagsgebäudes in Berlin (1884–1894)
- Stefan George (* 12. Juli 1868 Büdesheim, Bingen am Rhein; † 4. Dezember 1933 Minusio bei Locarno), deutscher Lyriker des Symbolismus und der späteren Neuromantik
- Wilhelm Holzamer (* 28. März 1870 Nieder-Olm; † 28. August 1907 Berlin), Lehrer, Schriftsteller
- Matthias Pier (* 22. Juli 1882 in Nackenheim; † 12. September 1965 in Heidelberg)
- Ludwig Schwamb (* 30. Juli 1890 Undenheim; † 23. Januar 1945 ermordet Berlin-Plötzensee), Jurist, sozialdemokratischer Politiker, Mitarbeiter von Wilhelm Leuschner
- Wilhelm Weiler (* 23. September 1890 Worms; † 20. Juli 1972 Worms), Direktor des Naturhistorischen Museums Mainz, Honorarprofessor
- Carl Zuckmayer (* 27. Dezember 1896 in Nackenheim, Rheinhessen; † 18. Januar 1977 in Visp, Schweiz), meistaufgeführter Dramaturg der Weimarer Republik
- Elisabeth Langgässer (* 23. Februar 1899 Alzey; † 25. Juli 1950 Rheinzabern/Karlsruhe; beerdigt in Darmstadt), Schriftstellerin
- Anna Seghers (* 19. November 1900 in Mainz; † 1. Juni 1983 in Berlin), Schriftstellerin
- Karl Holzamer (* 13. Oktober 1906 Frankfurt am Main; † 22. April 2007 Mainz), Intendant des ZDF
- Georg K. Glaser (* 30. Mai 1910 als Georg Glaser in Guntersblum; † 18. Januar 1995 in Paris), Schriftsteller
- Alfred Blaufuß (* 15. Juli 1912 Seeba; † 5. Oktober 1995 Frei-Laubersheim), Lehrer und Botaniker, Verdienstorden des Landes 1982
- Margit Sponheimer (* 7. Februar 1943 Frankfurt am Main), Schlagersängerin und Fastnachterin
- Mary Roos (* 9. Januar 1949 Bingen), Schlagersängerin